# Scuola Grande di San Rocco
Scuola Grande di San Rocco je jedno z laických bratrstev, které bylo založeno v Benátkách v roce 1478. Jeho cílem bylo poskytovat charitativní služby chudým. Tato Scuola nebyla jako jediná Napoleonem nezrušena a tak působí až do dnešních dnů. Přitom vychází z díla svatého Rocha z Montpellier (1295–1327), který během morové epidemie poskytoval pomoc nemocným v severní Itálii. Bratrstvo, které vlastnilo ostatky tohoto světce (dnes uloženy v benátském kostele San Rocco), bylo v roce 1489 rozhodnuto postavit nevelkou budovu Scuola di San Rocco. Vzhledem k rostoucímu bohatství a prestiži bratrstva byla mezi roky 1516 a 1549 postavena dnešní palácová budova v renesančním stylu. Vnitřní prostory této Scuola Grande di San Rocco vyzdobil Jacopo Tintoretto, vlastním jménem Jacopo Comin, zvaný Robusti (1518–1594) se svou dílnou 60 velkolepými obrazy, které představují jeden z vrcholů benátského renesančního malířství srovnatelný s výzdobou Sixtinské kaple.

## StaviteléScuoly
Během prvních dvou desetiletí 16. století laické bratrstvo získalo dostatek finančních prostředků k zahájení stavby nové budovy nazvané Scuola Grande di San Rocco. Stavební pozemek bratrstvo získalo na Campo San Rocco od františkánů, kterým patřil nedaleko stojící klášterní kostel Santa Maria Gloriosa dei Frari s okolními pozemky. V roce 1516 byl přípravou projektu pověřen Bartolomeo Bon II., který stavbu vedl až do své smrti (1524). Z dalších stavitelů je třeba zmínit posledního z nich, Antonia Abbondiho, zvaného Scarpagnino, který postavil reprezentační schodiště z přízemí do prvního patra. Stavbu dokončil v roce své smrti (1549).

## Exteriér a interiérScuoly

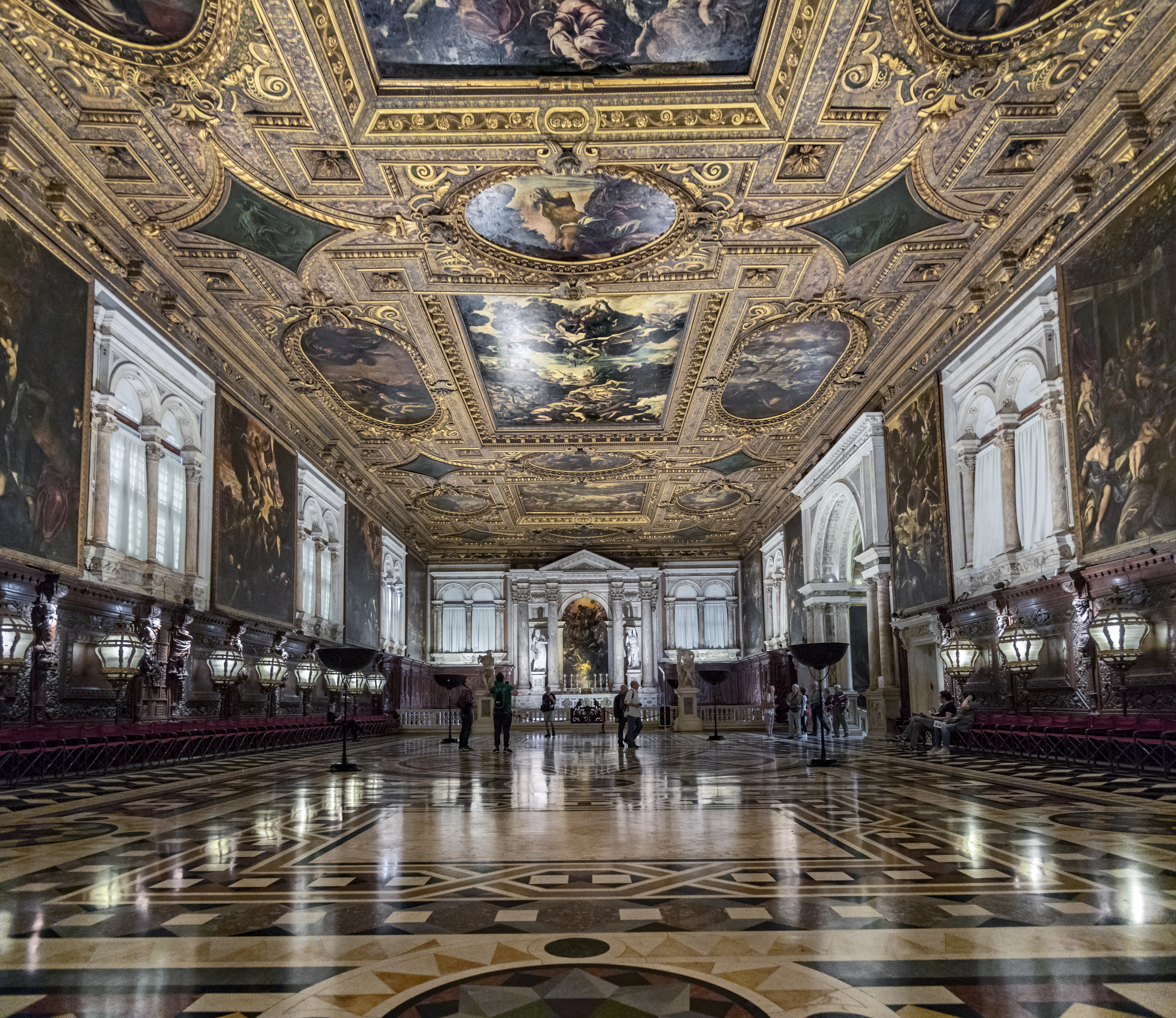
Sala Capitolare (Maggiore či Superiore). Výzdobu sálu provedl Jacopo Tintoretto v letech 1576 až 1581. (Scuola Grande di San Rocco, Benátky)

Fasádu nové renesanční budovy navrhl Gian Giacomo de ´Grigi krátce po skončení stavebních prací. Její dokončení se však protáhlo až do roku 1560. Mezi roky 1765 a 1771 byla fasáda ještě jednou a naposledy upravena. Interiér dvoupodlažní budovy tvoří tři prostorné sály. Dolní podlaží, přístupné z Campo San Rocco, tvoří jediný sálový prostor zvaný Sala Terrena či Sala Inferiore. Díky dvěma řadám sloupů má tento prostor trojlodní charakter a přítomnost oltáře svědčí pro to, že sloužil liturgickým účelům. Nad tímto sálem se nacházejí dva další sály, velký, zvaný Sala Capitolare či Sala Superiore, sloužící k zasedáním bratrstva, a menší Sala dell´Albergo byla určena za sídlo banky a její dozorčí rady.

## Výzdoba sálůScuoly

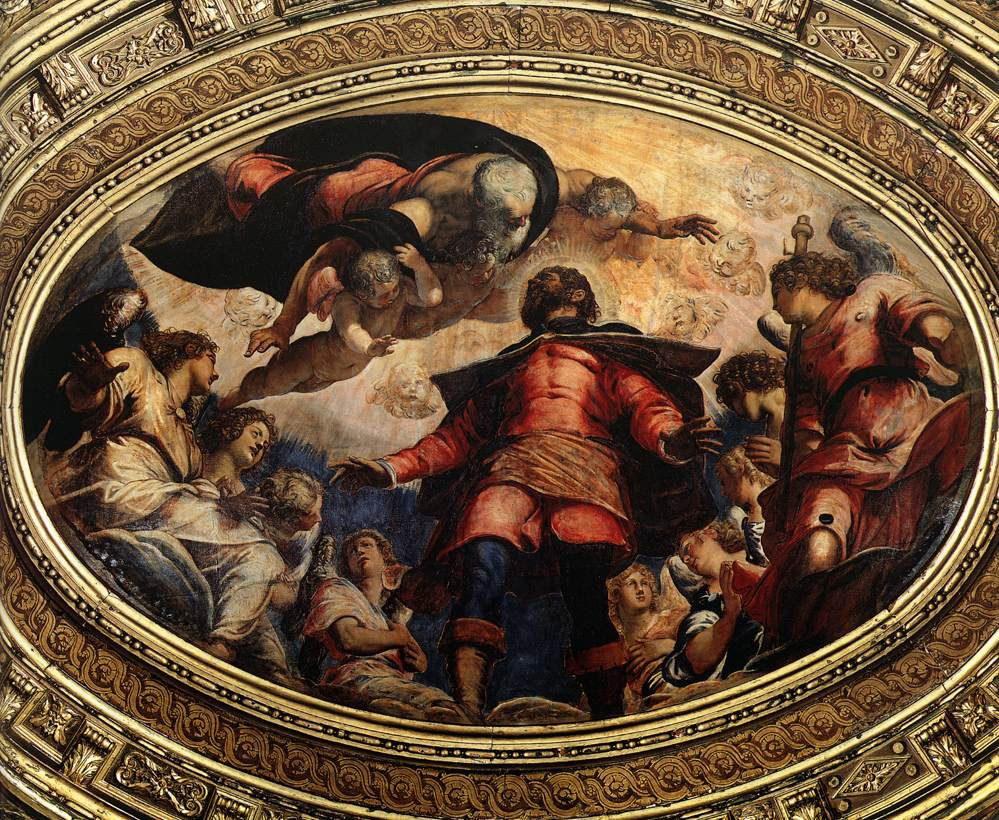
Svatý Roch v nebeské slávě (1564, Sala dell´Albergo, Scuola Grande di San Rocco, Benátky)

Krátce po dokončení stavebních prací na Sala dell´Albergo (1538) představení bratrstva rozhodli o výzdobě tohoto sálu. K myšlence se znovu vrátili v letech 1546 a 1553, aby v roce 1557 vyčlenili částku 200 dukátů na výzdobu stropu a stěn tohoto prostoru. Avšak teprve v květnu 1564 Rada bratrstva rozhodla o vypsání soutěže, které se měli zúčastnit, vedle malíře Jacopa Tintoretta (1518–1594), i malíři Paolo Veronese (1528–1588), Giuseppe Salviati (1520–1575) a Federico Zuccari (1563–1609). Malíři měli předložit skicu zamýšleného obrazu, ale když se porota znovu sešla, Tintoretto místo skici umístil na strop sálu již dokončený oválný obraz nazvaný Svatý Roch v nebeské slávě. Nakonec malíř obraz věnoval jako dar sv. Rochovi a bratrstvo mu následně udělilo právo i na výzdobu zbývajících částí stropu a stěn sálu dle předložených návrhů. V průběhu let 1564 až 1567 Tintoretto namaloval pro Sala dell´Albergo dalších osmnáct obrazů, kterým dominuje rozměrné plátno nazvané Ukřižování Krista (1565).

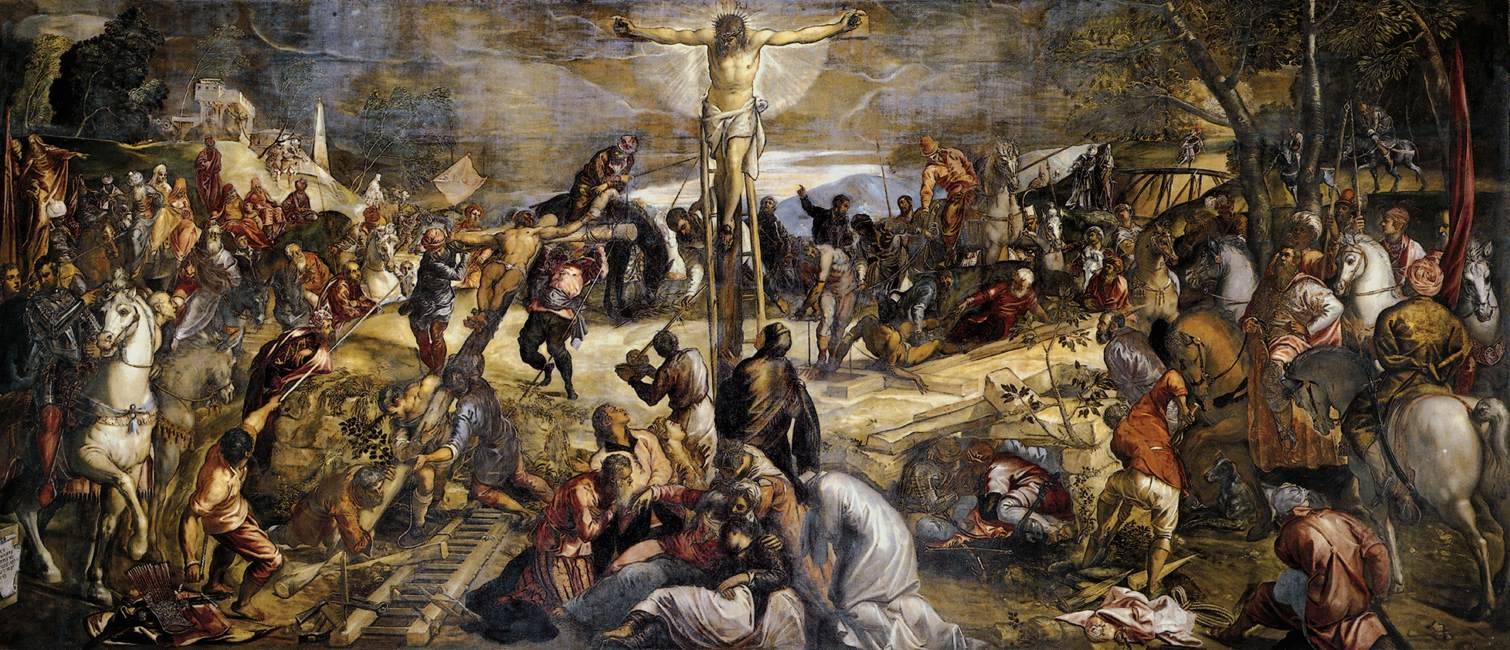
Ukřižování (1565, Sala dell´Albergo, Scuola Grande di San Rocco, Benátky

V květnu 1575 bratrstvo rozhodlo o nutnosti další výzdoby prostor Scuoly. Již 2. července téhož roku se přihlásil Jacopo Tintoretto se žádostí, aby směl namalovat ústřední obraz pro strop v Sala Capitolare/Superiore. Obraz s námětem Zázrak bronzového hada Tintoretto bratrstvu předal 16. srpna 1576 v den svátku sv. Rocha. Počátkem roku 1577 malíř bratrstvu nabídl, že namaluje i dvě další velkoplošná nástropní plátna pro tento sál, nazvaná Mojžíš vyráží vodu ze skály a Sbírání many.

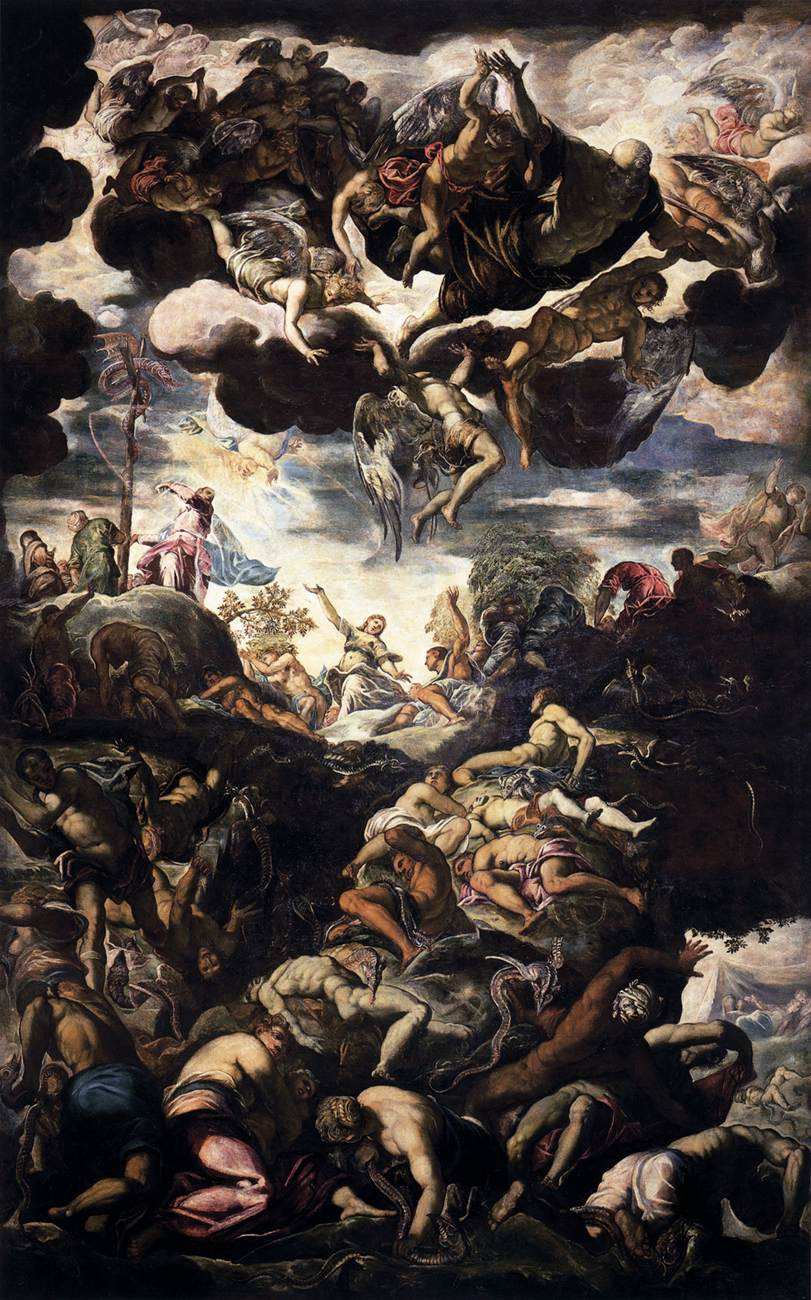
Zázrak bronzového hada (1576, nástropní obraz v Sala Capitolare, Scuola Grande di San Rocco, Benátky)

Tyto tři starozákonní příběhy odpovídají zásadám sv. Rocha, a tím i tohoto laického bratrstva: pomáhat chudým nemocným, žíznícím a hladovějícím. Na podzim téhož roku malíř přišel s další nabídkou a to, že vyzdobí zbytek stropu deseti oválnými a osmi kosočtverečnými obrazy a to jen za cenu pláten a barev. Po umístění nástropních pláten bratrstvu ještě navrhl výzdobu stěn sálu deseti velkými plátny a samostatným oltářním obrazem. Závěsné obrazy s novozákonními příběhy a vyobrazeními sv. Rocha a sv. Šebestiána dodal do roku 1581, oltářní obraz až v roce 1588. V Sala Superiore existuje na pravé straně od vchodu do sálu zázračný oltář přenesený sem v 50. letech 20. století do Scuoly z přilehlého kostela Chiesa di San Rocco. Oltář obsahuje dva obrazy (Tizianův a Giorgionův). Giorgionův obraz namalovaný  roku 1505 je nazvaný Kristus nesoucí kříž. Tizianova luneta Bůh Otec s anděly pochází z malířovy dílny.

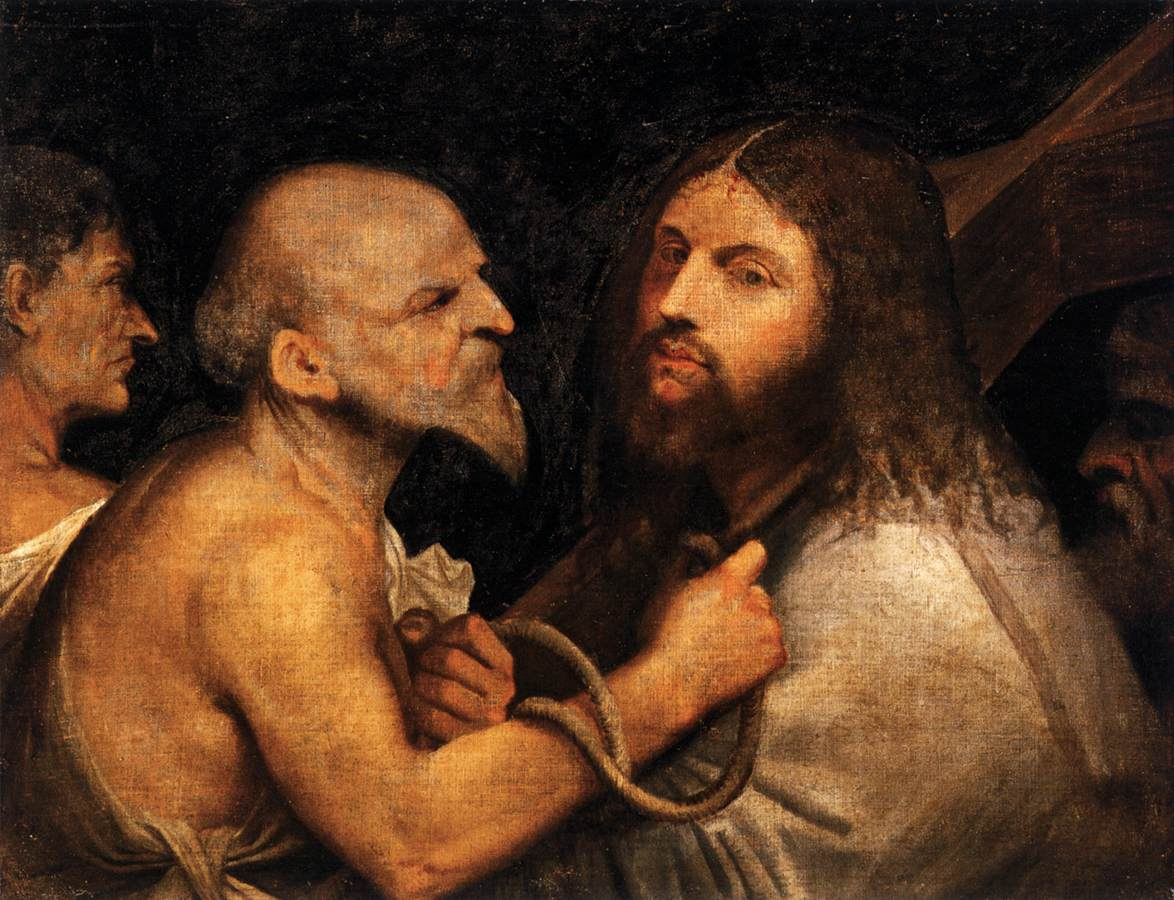
Kristus nesoucí kříž (roku 1505 namaloval Giorgione, Sala Capitolare/Superiore, Scuola Grande di San Rocco, Benátky)

Již v roce 1583 začal Tintoretto v přízemním sále zvaném Sala Terrena či Sala Inferiore malovat další cyklus osmi obrazů, z nichž šest bylo věnováno životu Panny Marie a dětství Ježíše Krista. Zbývající dva obrazy představují sv. Máří Magdalénu a sv. Marii Egyptskou. Cyklus začíná obrazem Zvěstování Panně Marii a končí obrazem Nanebevzetí Panny Marie. Krajiny na pozadí těchto obrazů jim propůjčují atmosféru poklidu. Již na obraze Zvěstování vidíme světelné efekty, které se na obraze Klanění tří králů nacházejí v podobě temného nebe, přičemž se na obzoru objevují první paprsky nového dne. Nejlépe je to však patrné na obraze Útěk do Egypta, kde mohutné stromy a četné keře rámují scénu s postavami Panny Marie mající v náručí malého Ježíška, se sv. Josefem a postavami na břehu řeky. Toto vyobrazení krajiny považují historici umění za jedno z nejkrásnějších vyobrazení přírodních motivů v malířství 16. století.

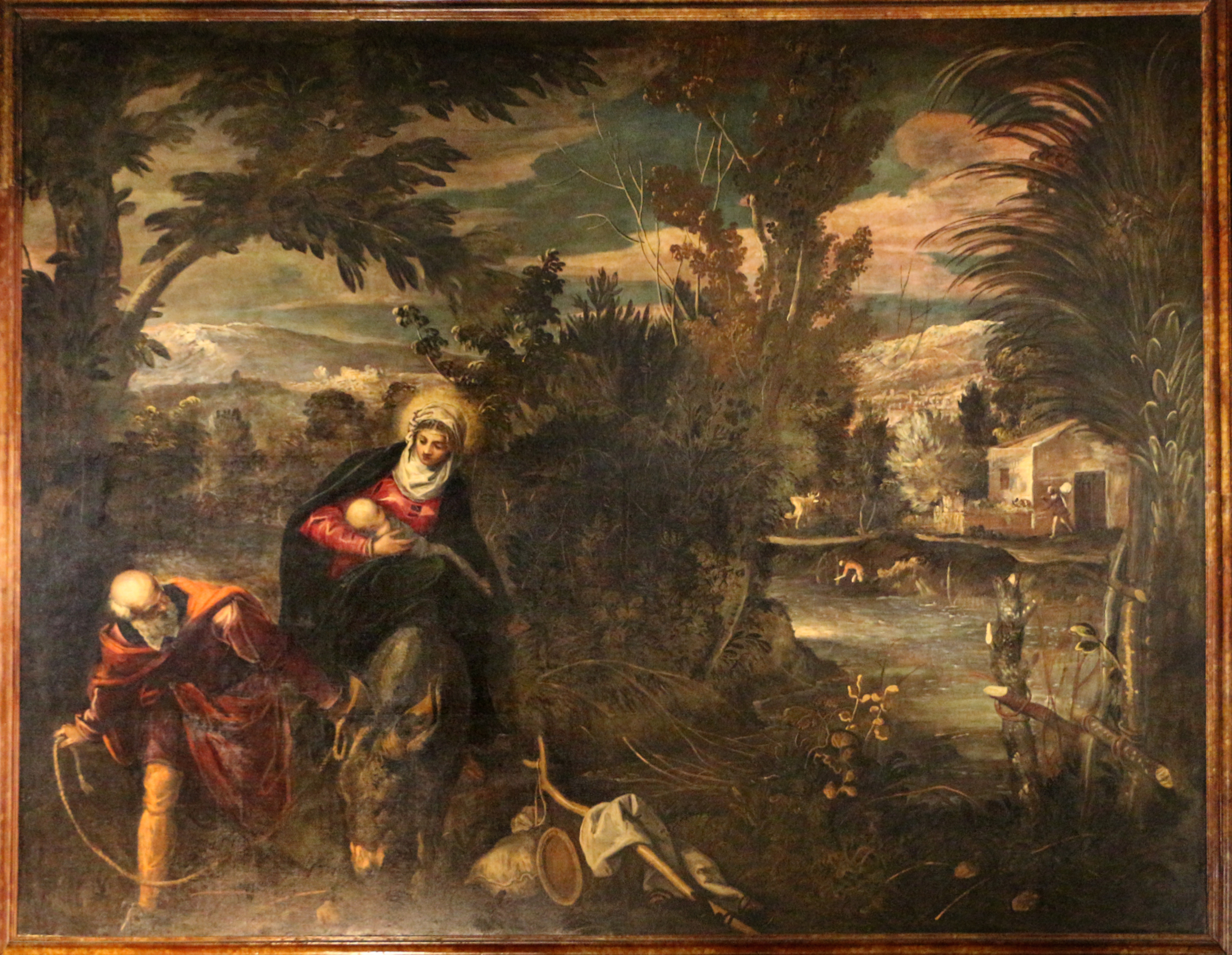
Útěk do Egypta (1583/85, Sala Terrena či Inferiore, Scuola Grande di San Rocco, Benátky)

Snad ještě působivější krajinu však návštěvník Scuoly může uvidět na obrazech obou světic, jejichž postavy Tintoretto upozadil v porovnání s dominujícím stromem v obraze Sv. Máří Magdaléna nebo palmami v obraze Sv. Marie Egyptská. Postavy obou světic jsou překvapivě malé v porovnání s přírodou je obklopující. To vše umocňují světelné efekty, které obrazové scenérii propůjčují nejen hloubku prostoru, ale i magičnost příběhu.

## Další památky naCampo San Rocco
Z Campo San Rocco jsou přístupné další dva objekty pyšnící se obrazy Jacopa Tintoretta a dalších benátských malířů. Je to renesanční kostel svatého Rocha (Chiesa di San Rocco) a gotický kostel bazilikálního typu bratří františkánů (Santa Maria Gloriosa dei Frari).

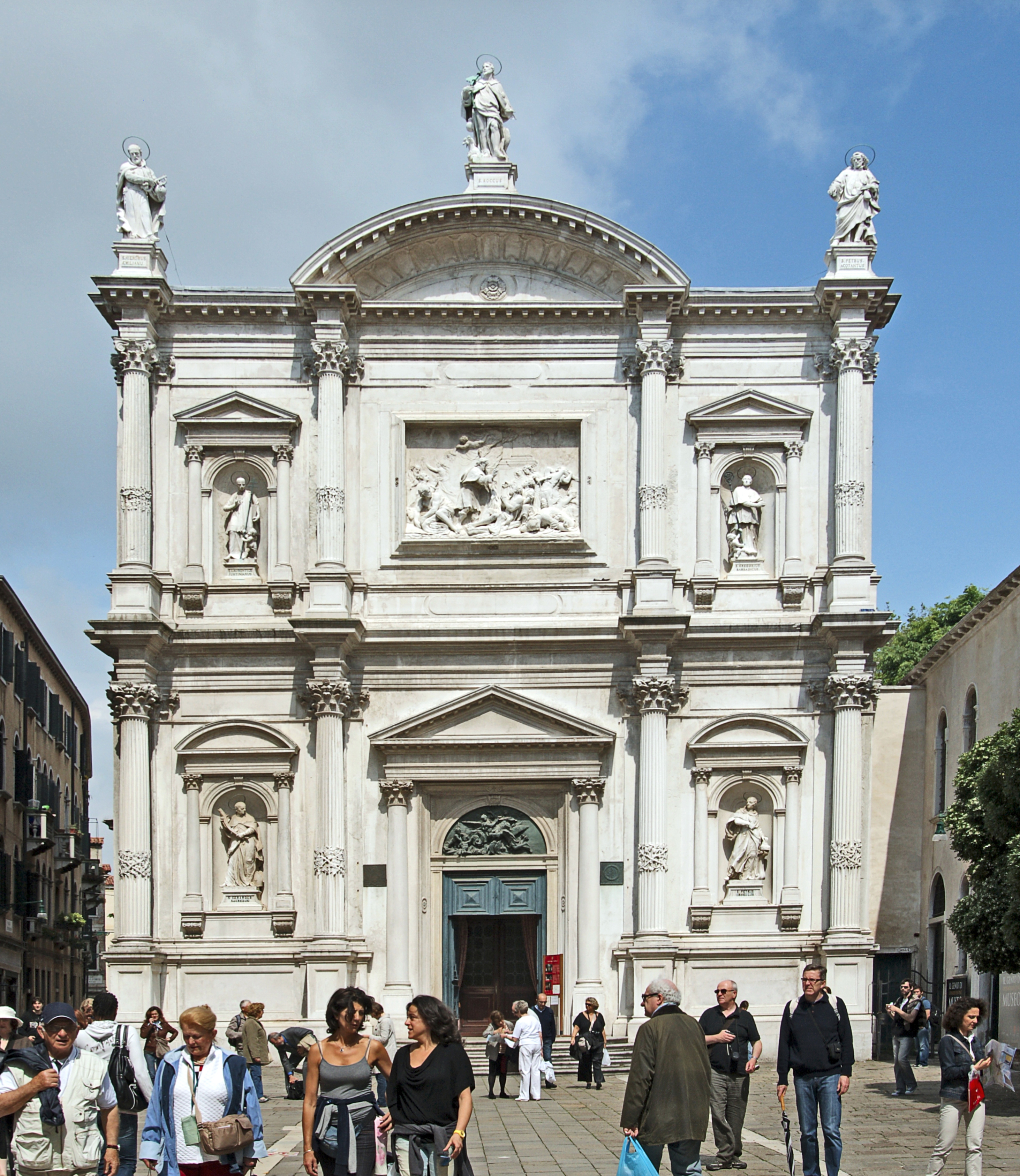
Chiesa di San Rocco (kostel sv. Rocha z Campo San Rocco, Benátky)

Kostel San Rocco byl postaven na místě staršího kostela stavitelem Bartolomeem Bon II. v roce 1489. V letech 1726 až 1732 byl radikálně přestavěn a sochami benátských světců vyzdobená fasáda byla dokončena až v roce 1769. Uvnitř kostela se nachází oltářní relikviář s ostatky sv. Rocha. V presbytáři tohoto kostela se nacházejí čtyři obrazy, které Jacopo Tintoretto postupně dokončoval v 2. polovině 16. století. Obrazy zobrazují výjevy ze života sv. Rocha, patrona kostela i celé Scuoly. Kolem roku 1550 malíř dokončil první z nich nazvaný Sv. Roch uzdravuje nakažené morem. Asi o 15 let později maluje druhý z obrazového cyklu, s názvem Anděl povzbuzuje sv. Rocha ve vězení. Asi roku 1580 malíř dokončil třetí obraz lícící událost Sv. Roch na poušti. Obraz s názvem Sv. Roch uzdravuje zvířata mistr namaloval asi již v roce 1565. Kolem roku 1580 Tintoretto vymaloval i dveře kostelních varhan s výjevem z konce světcova života a to Sv. Roch u papeže.
Kostel Santa Maria Gloriosa dei Frari byl postaven na místě staršího románského kostela, zbudovaného františkány mezi roky 1250 a 1338. Krátce po jeho dostavbě františkáni začali budovat větší gotický kostel formálně dokončený v polovině 15. století, s řadou pozdějších přestaveb. Mezi obrazy nacházejícími se v interiéru kostela sice nenalezneme žádný obraz Jacopa Tintoretta, ale na hlavním oltáři návštěvníka ohromí Tizianova Assunta a v postranní kapli nalevo od oltáře se nachází Tizianova Madona rodu Pesaro. V apsidě napravo od Tizianova oltáře je umístěn triptych Trůnící sv. Ambrož od Alvise Vivariniho (1450 ?–1504 ?), reprezentanta muránské malířské školy, a v sakristii kostela je triptych Trůnící Madona s Ježíškem a světci od Giovanni Belliniho (1424/28–1516), representanta benátské školy z doby quattrocenta. V chrámové lodi jsou umístěny ještě náhrobky dvou benátských dóžat, náhrobek Tizianův (1488/90–1576) a náhrobek sochaře Antonia Canovy (1757–1822).